# Sparrow Commander
Sparrow Commander (SP.com) — файловый менеджер для операционной системы DOS, разработанный в 1993 году, клон Norton Commander. Автор — Валерий Афанасьев из Северодвинска. Имел английский пользовательский интерфейс, использовался как замена таких программ, как Volkov Commander и Norton Commander, для компьютеров с малым объёмом памяти.

## Описание
Данная оболочка представляет собой сокращённый вариант Norton Commander, предназначенный для использовании на компьютерах, имеющих малый объем оперативной памяти и не имеющих жёсткого диска. Ориентирован на версии DOS от 2.0, необходимый объём оперативной памяти составляет всего 29 килобайт. При этом после запуска прикладной программы в оперативной памяти остаётся весь Sparrow Commander и ещё 1 килобайт. Позволял запускать программы как с использованием, так и без использования command.com.

## Особенности
Дополнительные функции конвертера, смены кодовых страниц, приостановки процессора предназначены для выпускавшегося в то время в Смоленске компьютера «Ассистент-128».

## Ограничения
- отсутствует поддержка компьютерной мыши;
- при операциях копирования и перемещения нельзя использовать шаблоны групповых операций;
- в пользовательском меню будет выполняться только одна команда из каждого элемента;
- при запуске программ выделения файлов не сохраняются.